# Tour of Missouri 2007
Die 1. Tour of Missouri fand vom 11. bis 16. September 2007 statt. Das Radrennen wurde in sechs Etappen über eine Distanz von 905 Kilometern ausgetragen. Es zählt zur UCI America Tour 2007 und ist in die Kategorie 2.1 eingestuft.

## Etappen
| Etappe    | Tag           | Start – Ziel                 | km       | Etappensieger      | Führender       |
| --------- | ------------- | ---------------------------- | -------- | ------------------ | --------------- |
| 1. Etappe | 11. September | Kansas City – Kansas City    | 137      | Iván Domínguez     | Iván Domínguez  |
| 2. Etappe | 12. September | Clinton – Springfield        | 202      | George Hincapie    | George Hincapie |
| 3. Etappe | 13. September | Branson                      | 29 (EZF) | Levi Leipheimer    | George Hincapie |
| 4. Etappe | 14. September | Lebanon – Columbia           | 214      | Luciano Pagliarini | George Hincapie |
| 5. Etappe | 15. September | Jefferson City – St. Charles | 204      | Danny Pate         | George Hincapie |
| 6. Etappe | 16. September | St. Louis                    | 119      | Iván Domínguez     | George Hincapie |